# Blagoevgrad
För andra betydelser, se Blagoevgrad (olika betydelser).
Blagoevgrad (bulgariska / makedonska: Благоевград, uttal: [blagˈoevgrad]) är en stad i sydvästra Bulgarien med 68 179 invånare (2020). Staden är administrativt centrum för regionen Blagoevgrad. Staden är den viktigaste i den makedonska delen av Bulgarien.
Staden har två universitet.

## Historia
Thrakerna grundade staden Skaptopara på platsen omkring 300 f.Kr. Den tillhörde det Osmanska riket mellan 1396 till 1878 då Bulgarien bildades.
I modern tid kom staden att heta Gorna Džumaja (Горна Джумая; delvis efter turkiska Cuma-ı Bala), men den namngavs på 1950-talet efter grundaren av det kommunistiska partiet, Dimităr Blagoev.

## Geografi
Staden ligger vid foten av Rilabergens västsida vid floden Struma. Den ligger cirka 75 kilometer sydväst om Sofia.

## Transport
Den är en viktig knutpunkt för huvudvägen och järnvägen mellan Sofia och Thessaloniki (Grekland).